# Elfi von Dassanowsky
Elfriede „Elfi” von Dassanowsky (ur. 2 lutego 1924 w Wiedniu, zm. 2 października 2007 w Los Angeles) – austriacka śpiewaczka, pianistka i producentka filmowa.

## Życiorys
Urodziła się 2 lutego 1924 roku w Wiedniu jako Elfriede Maria Elisabeth Charlotte Dassanowsky. Była córką Franza Leopolda von Dassanowsky’ego, urzędnika państwowego w austriackim Ministerstwie Handlu, i Anny z domu Grünwald. Już w wieku 5 lat umiała grać na pianinie. Uczyła się w Instytucie Najświętszej Maryi Panny (znanym jako „Englische Fräuleins”) w Wiedniu. W wieku 15 lat została najmłodszą kobietą w historii przyjętą do Wiedeńskiej Akademii Muzyki i Sztuk Scenicznych. Gdy była studentką, reżyser filmowy Karl Hartl wybrał ją, aby uczyła Curda Jürgensa gry na fortepianie, aby ten mógł zagrać w biograficznym filmie o Mozarcie i w musicalu Williego Forsta. Była zmuszona przerwać studia i karierę, gdy odmówiła członkostwa w organizacjach nazistowskich. Choć w 1944 roku dostała propozycję kontraktu filmowego od wytwórni filmowej UFA w Berlinie, odrzuciła ją.
W 1946 roku zadebiutowała w operze rolą Zuzanny w Weselu Figara Mozarta w Stadttheater St. Pölten. W latach 1947–1949 koncertowała dla naczelnego dowództwa aliantów w Wiedniu.
Jest jedną z niewielu kobiet w historii kina (w wieku 22 lat była jedną z najmłodszych), które były współzałożycielkami studia filmowego – w jej wypadku było to Belvedere-Film, pierwsze nowe studio w powojennym Wiedniu. Studio stworzyło niemieckojęzyczne klasyki: Die Glücksmühle (Młyn szczęścia, 1946), Dr. Rosin (1949) i Märchen vom Glück (Kiss Me, Casanova, 1949).
Występowała w operach, operetkach, dramatach teatralnych i komediach, pomogła założyć kilka grup teatralnych, był spikerką w Allied Forces Broadcasting i BBC, odbyła tournée po RFN z jednoosobowym przedstawieniem oraz prowadziła kursy mistrzowskie w zakresie śpiewu i gry na fortepianie.
Jako znawczyni techniki fortepianowej Ignacego Paderewskiego zgłębiała dziedzinę w latach 50. w Kanadzie i Nowym Jorku. Tam wyszła za mąż. Urodziła syna i córkę. Pod koniec lat 70. XX wieku rozwiodła się. W latach 90. XX wieku była związana z pisarzem i aktorem, księciem Heinrichem Starhembergiem (aka Henry Gregor, 1934–1997).
Dassanowsky stworzyła prototyp damskiego skórzanego płaszcza dziennego. Przechowywany jest w zbiorach Muzeum Sztuki Stosowanej w Wiedniu. W latach 60. XX wieku była trenerką wokalną reżysera i producenta Otto Premingera. W 1962 uzyskała obywatelstwo USA.
W 1999 z synem Robertem ponownie otworzyła Belvedere-Film jako firmę produkcyjną z siedzibą w Los Angeles i Wiedniu. Była producentką wykonawczą wielokrotnie nagradzanego dramatycznego filmu krótkometrażowego Semmelweis (2001), komedii szpiegowskiej Wilson Chance (2005) oraz ekranizacji antywojennej austriackiej powieści Mars im Widder Aleksandra Lernet-Holenia.
Jest jedyną Austriaczką, która otrzymała nagrodę Living Legacy Award przyznawaną przez Women's International Center. Została uhonorowana Medalem Mozarta UNESCO, Złotą Odznaką „Za Zasługi dla Republiki Austrii”, francuskim Ordre des Arts et des Lettres oraz Medalem za Całokształt Twórczości Austriackiego Archiwum Filmowego przyznanym przez stan Kalifornia oraz miasta Wiedeń i Los Angeles.
W lipcu 2007 roku z powodu zatoru amputowano jej lewą nogę. Mimo pomyślnej rehabilitacji zmarła z powodu niewydolności serca. Została pochowana w grobie honorowym (niem. ein ehrenhalber gewidmetes Grab der Stadt Wien) na Zentralfriedhof w Wiedniu.

## Upamiętnienie
W listopadzie 2007 roku w Wiedniu ogłoszono plan powołania Fundacji Elfi von Dassanowsky. Miała przyznawać nagrody i stypendia dla debiutujących filmowców. Pod koniec stycznia 2009 fundusz Elfi von Dassanowsky Fund zainicjował program datków na cele charytatywne na rzecz organizacji non-profit w USA i Europie.
W 2009 roku jej imieniem nazwano odmianę róży (ang. Elfi von Dassanowsky Rose). Wiosną 2013 roku róża trafiła do Ogrodu Różanego Peggy Rockefeller w Ogrodzie Botanicznym w Nowym Jorku.
W 1988 roku japońscy astronomowie Masaru Arai i Hiroshi Mori odkryli planetoidę, którą w 2014 roku nazwano (4495) Dassanowsky.
We wrześniu 2018 roku została pośmiertnie mianowana członkinią honorową Stowarzyszenia Austriackich Producentów Filmowych.